# Muzeum biblických zemí
Muzeum biblických zemí (hebrejsky מוזיאון ארצות המקרא‎, Muze'on arcot ha-mikra) je muzeum věnované dějinám starověkých zemí a kultur popsaných v židovské bibli. Nachází se v Jeruzalémě ve čtvrti Giv'at Ram poblíž Izraelského muzea a Národního kampusu pro archeologii Izraele.